# Pinar del Río (província)
Pinar del Río é uma província de Cuba. Sua capital é a cidade homônima. A população urbana é de 460 407 habitantes, ou seja, 63,4 % da população total.

## Municípios
A província de Pinar del Río está subdividida em 11 municípios.
| Município           | População (2004) | Área (km²) | Coordenada geográfica        | Comentários        |
| ------------------- | ---------------- | ---------- | ---------------------------- | ------------------ |
| Consolación del Sur | 87500            | 1112       | 22° 30′ 00″ N, 83° 30′ 55″ O |                    |
| Guane               | 35893            | 717        | 22° 12′ 02″ N, 84° 05′ 01″ O |                    |
| La Palma            | 35426            | 621        | 22° 45′ 22″ N, 83° 33′ 12″ O |                    |
| Los Palacios        | 38950            | 786        | 22° 34′ 57″ N, 83° 14′ 56″ O |                    |
| Mantua              | 26065            | 915        | 22° 17′ 27″ N, 84° 17′ 14″ O |                    |
| Minas de Matahambre | 34419            | 858        | 22° 34′ 57″ N, 83° 56′ 57″ O |                    |
| Pinar del Río       | 190532           | 708        | 22° 25′ 33″ N, 83° 41′ 18″ O | Capital provincial |
| San Juan y Martínez | 45061            | 409        | 22° 16′ 00″ N, 83° 50′ 02″ O |                    |
| San Luis            | 34085            | 765        | 22° 16′ 59″ N, 83° 46′ 04″ O |                    |
| Sandino             | 39245            | 1718       | 22° 04′ 52″ N, 84° 13′ 18″ O |                    |
| Viñales             | 27129            | 704        | 22° 36′ 55″ N, 83° 42′ 57″ O |                    |